# 景灵宫碑
35°36′19″N 117°01′56″E / 35.60528°N 117.03222°E
景灵宫碑位于中国山东省曲阜市城东三公里的旧县村景灵宫遗址，2013年被列为第七批全国重点文物保护单位。

## 历史
宋真宗以黄帝为赵姓始祖，传说曲阜城东的寿丘是黄帝的诞生地，大中祥符五年（1012年）诏改曲阜县为仙源县，并将县城迁往寿丘之西，又兴建了景灵宫奉祀黄帝。天圣年间，景灵宫遭遇火灾被焚毁。仁宗、徽宗两次重修，景灵宫碑即立于徽宗重修时。靖康之变后，景灵宫逐渐衰败，至元末已完全被毁。
后景灵宫遗址仅残存巨碑二通。文化大革命期间，东面的一碑被毁成百余块，散卧于池内，龟跌碎裂于现碑东处，而西碑碑身被毁成两段，碑首被毁成三块，仅存两块，龟跌久佚。1991年，曲阜文管会修起东碑，1992年修起西碑。东碑俗称“万人愁”碑，于1991年复立；西碑俗称“庆寿”碑，于1992年复立，通高16米以上。